# Asaccus zagrosicus
Asaccus zagrosicus — вид геконоподібних ящірок родини Phyllodactylidae. Ендемік Ірану. Описаний у 2011 році.

## Опис
Asaccus zagrosicus — гекон середнього розміру, довжина якого (не враховуючи хвоста) становить 44-55 мм. Самці є дещо більшими за самиць.

## Поширення і екологія
Вид відомий з типової місцевості на півдні Лурестану, в районі Танг-е-Хаф, поблизу міста Хорремабад, на західних схилах центрального Загросу. Живе в печерах. Веде нічний спосіб життя, живиться комахами, зокрема личинками.